# Condes de Lade

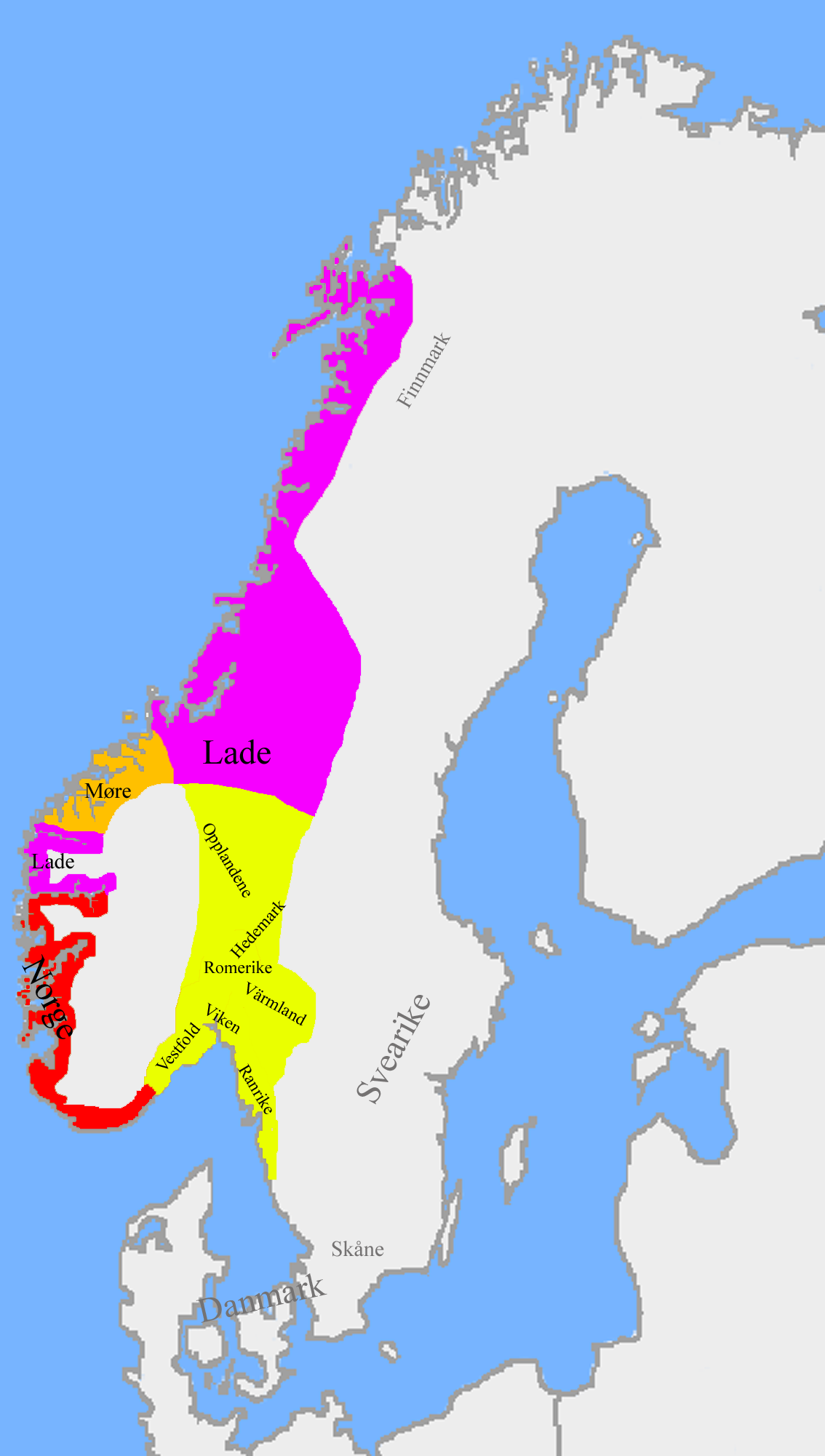
Condes (jarls) de Lade no mapa

Os Condes (jarls) de Lade (Norueguês moderno) ou Hlaðir (Nórdico antigo) foram uma dinastia de líderes noruegueses influentes nos séculos IX-XI. Lade está localizada na parte oriental de Trondheim, na fronteira com o Trondheimsfjord. Os condes de Lade foram:
- Haakon Grjótgarðsson, um aliado de Haroldo Cabelo Belo na unificação da Noruega.
- Sigurdo Hakonsson, amigo e conselheiro de Haquino, o Bom
- Haakon Sigurdsson, rei da Noruega em tudo, menos o nome
- Érico Hakonarson, governador da maior parte da Noruega sob Sueno Barba-Bifurcada
- Sueno Hákonarson, governador de uma parte da Noruega sob Olavo, o Tesoureiro
- Haakon Eiríksson, governador da Noruega sob Canuto, o Grande